# Gran Premio Palio del Recioto
Der Gran Premio Palio del Recioto ist ein Straßenradrennen für U23-Männer in Italien.
Nach der Erstaustragung im Jahr 1961 wird das Eintagesrennen seit 1963 jährlich im italienischen Weinanbaugebiet Valpolicella mit Start und Ziel in Negrar ausgetragen.
Der Gran Premio Palio del Recioto war früher Amateuren vorbehalten. Seit 2005 steht er im Kalender der UCI und ist Teil der UCI Europe Tour, seit 2009 wird er in UCI-Kategorie 1.2U geführt. 2015 wurde das Rennen einmalig nicht im UCI-Kalender geführt, die Austragungen 2020 und 2021 fielen aufgrund der COVID-19-Pandemie aus.

## Palmarès (ab 2005)
| Jahr | Sieger                     | Zweiter                | Dritter                 |          |
| ---- | -------------------------- | ---------------------- | ----------------------- | -------- |
| 2005 | Andrej Kunizki             | Miculà Dematteis       | Riccardo Riccò          |          |
| 2006 | Ermanno Capelli            | Jonas Aaen Jørgensen   | Marco Corti             |          |
| 2007 | Robert Kišerlovski         | Simon Clarke           |                         |          |
| 2008 | Gianluca Brambilla         | Emanuele Moschen       | Manuele Caddeo          |          |
| 2009 | Stefano Locatelli          | Jegor Silin            | Daniele Ratto           |          |
| 2010 | Blaž Furdi                 | Enrico Battaglin       | Tomas Alberio           |          |
| 2011 | Georg Preidler             | Salvatore Puccio       | Stefano Locatelli       |          |
| 2012 | Francesco Manuel Bongiorno | Davide Formolo         | Daniele Dall'Oste       |          |
| 2013 | Caleb Ewan                 | Silvio Herklotz        | Luka Pibernik           |          |
| 2014 | Silvio Herklotz            | Robert Power           | Stefano Nardelli        |          |
| 2016 | Ruben Guerreiro            | Michal Schlegel        | Amanuel Ghebreigzabhier |          |
| 2017 | Neilson Powless            | Lucas Hamilton         | Massimo Rosa            |          |
| 2018 | Stefan de Bod              | Tadej Pogačar          | Andrea Bagioli          |          |
| 2019 | Matteo Sobrero             | Samuele Battistella    | Giovanni Aleotti        |          |
| 2020 | abgesagt                   | abgesagt               | abgesagt                | abgesagt |
| 2021 | abgesagt                   | abgesagt               | abgesagt                | abgesagt |
| 2022 | Romain Grégoire            | Andrés Pinzon Villalba | Johannes Staune-Mittet  |          |
| 2023 | Tijmen Graat               | Giulio Pellizzari      | Alessandro Pinarello    |          |
| 2024 | Alessandro Pinarello       | Diego Pescador         | Sebastian Putz          |          |
| 2025 | Lorenzo Nespoli            | Lorenzo Finn           | Marco Schrettl          |          |

## Sieger (bis 2004)
- 1961  Giovanni Cordioli
- 1962 nicht ausgetragen
- 1963  Giorgio Cordioli
- 1964  Licio Franceschini
- 1965  Franco Mori
- 1966  Renzo Ferrari
- 1967  Pierfranco Vianelli
- 1968  Enzo Brentegani
- 1969  Lino Vidotto
- 1970  Francesco Moser
- 1971  Giovanni Battaglin
- 1972  Pietro Mingardi
- 1973  Mario Da Ros
- 1974  Leone Pizzini
- 1975  Roberto Visentini
- 1976  Ivan Butti
- 1977  Antonio Leali
- 1978  George Mount
- 1979  Giovanni Zola
- 1980  Enzo Serpelloni
- 1981  Morten Sæther
- 1982  Mario Condolo
- 1983  Ezio Moroni
- 1984  Fabrizio Vitali
- 1985  Stefan Brykt
- 1986  Moravio Pianegonda
- 1987  Dmitri Konyschew
- 1988  Jure Pavlič
- 1989  Lars Wahlqvist
- 1990  Dario Nicoletti
- 1991  Mariano Piccoli
- 1992  Alessandro Bertolini
- 1993  Alessandro Bertolini
- 1994  Gianluca Pianegonda
- 1995  Mirko Celestino
- 1996  Stefano Faustini
- 1997  Oscar Mason
- 1998  Paolo Bossoni
- 1999  Manuel Bortolotto
- 2000  Fabian Cancellara
- 2001  Jaroslaw Popowytsch
- 2002  Cristian Tosoni
- 2003  Denys Kostjuk
- 2004  Tomaž Nose